# Герб Новой Шотландии
Герб Новой Шотландии (англ. Coat of arms of Nova Scotia) — геральдический символ канадской провинции Новая Шотландия. Герб был пожалован Новой Шотландии 28 мая 1625 года королем Карлом I. Это первый региональный герб Канады и старейший герб британской короны, учреждённый и используемый за пределами метрополии.
Герб носят в качестве геральдического знака баронеты Новой Шотландии, члены рыцарского ордена Великобритании созданного в 1625 году, активно финансово участвовавшие в создании первой шотландской колонии на материковой части Канады. Первый герб Новой Шотландии был выведен из употребления после присоединения провинции к Канадской Конфедерации в 1867 году и принятия нового варианта герба. 19 января 1929 года изначальный герб был восстановлен по королевскому указу Георга V.

## Описание
В серебряном поле синий Андреевский крест с наложенным на него щитком с королевским гербом Шотландии (англ. аrgent, a saltire azure charged with an escutcheon of the Royal Arms of Scotland).

## История
Герб Новой Шотландии был дарован региону из новых колониальных владений Великобритании в 1625 году королём Карлом I дабы выделить и отметить поселения Новой Шотландии, возникшие под руководством графа Стерлинга Уильяма Александра. Самый первый (он же нынешний) гербовый вариант использовался до середины XIX века, в том числе и на большой печати провинции, использовавшийся Новой Шотландией вплоть до появления Канадской Конфедерации в 1867 году, после чего большие печати всех канадских провинции были заменены новыми, созданными в 1868 году. Новая Шотландия получила совершенно новую версию герба. На нём был изображён лосось на синей волнистой полосе между тремя цветками чертополоха, всё в золотом поле. Два цветка размещались над рыбой и один под ней. Правительству провинции этот вариант герба не понравился, и оно хотело продолжать использовать изначальный герб, но федеральное правительство не стало менять нововведение.
Желание жителей Новой Шотландии вернуть первый герб с годами не прошло, и в 1929 году он был возвращён провинции королём Георгом V. Первоначальный герб был незначительно дополнен — в нижней части разместили изображение «майского цветка» (эпигеи ползучей).

## Украшения и символика
Нашлемник
Две руки, одна обнажённая, а другая в доспехах, держат чертополох, символизирующий Шотландию, и благородный лавр, символизирующий мир.
Щит
Щит несёт синий Андреевский крест на белом поле. На нём также изображён щиток с королевским гербом Шотландии: золотой щит со стоящим на задних лапах красным львом в двойной кайме, украшенной геральдическими лилиями.
Почва
Почва герба включает в себя чертополох, а также стелющийся кустарник семейства Вересковых, эпигею ползучую, цветочную эмблему Новой Шотландии, добавленную, когда герб был вновь принят в 1929 году.
Щитодержатели
Щитодержатели — единорог из королевского герба Шотландии, который теперь принадлежит британской монархии, и индеец из первых наций племени микмаков, коренной житель Новой Шотландии, который на геральдическом языке XVII века был отмечен как «дикарь». Когда герб Новой Шотландии был зарегистрирован в Канадском геральдическом управлении в 2007 году, описание было следующим: «Справа размещён единорог, с золотой цепью, увенчанный Королевской короной Шотландии. Слева стоит аборигенный житель, держащий в левой руке стрелу. Единорог и индеец стоят на траве, усеянной чертополохом и вереском».
Девиз
«Один защищает, другой побеждает» (лат. Munit haec et altera vincit), помещённая над щитом в шотландской традиции.

## Галерея

Герб Палаты Собраний Новой Шотландии[англ.]
Знак (бейдж) лейтенант-губернатора Новой Шотландии
Герб, использовавшийся в 1867—1929 годах
Королевский знак баронетства Новой Шотландии
Элемент герба — нашлемник
Герб Канады (Канадской Конфедерации) 1873–1897 гг., второй вариант герба Новой Шотландии расположен в центре
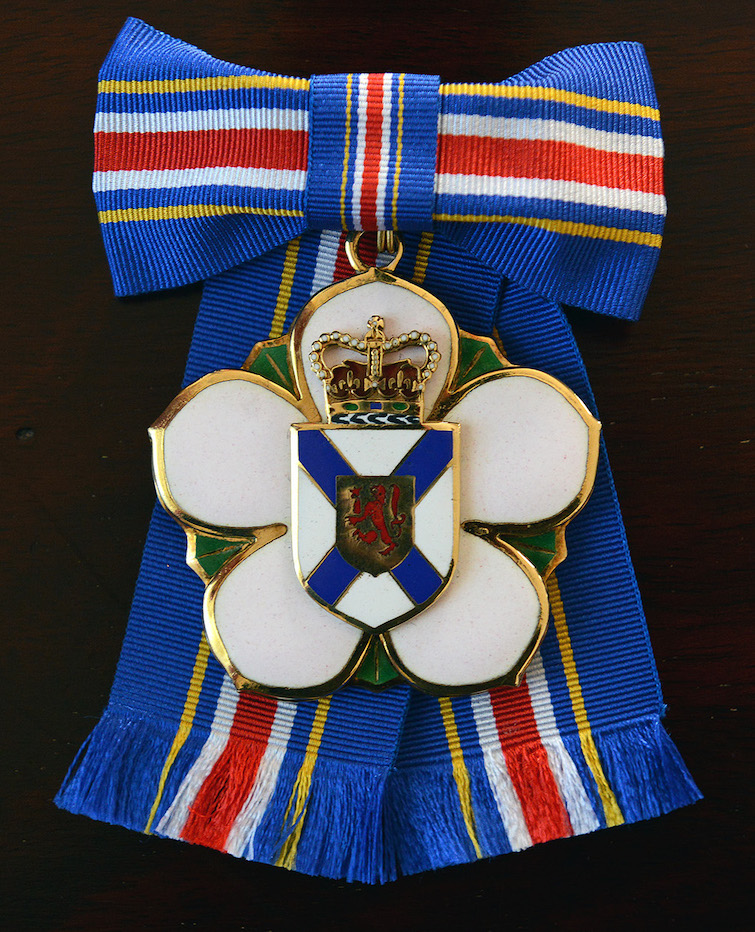
Орден Новой Шотландии, учреждённый в 2001 году, с атрибутикой герба Новой Шотландии
Герб генерал-губернатора Канады с 1901—1921 гг., герб провинции внизу-слева (от зрителя)